# Myochroidea minutula
Myochroidea minutula är en lavart som beskrevs av Printzen, T. Sprib. & Tønsberg. Myochroidea minutula ingår i släktet Myochroidea, ordningen Lecanorales, klassen Lecanoromycetes, divisionen sporsäcksvampar och riket svampar.   Inga underarter finns listade i Catalogue of Life.